# Dorothea Lange
Dorothea Lange (született Dorothea Margaretta Nutzhorn néven) (Hoboken, New Jersey, 1895. május 26. – San Francisco, Kalifornia, 1965. október 11.) német származású amerikai fotográfus, fotóriporter volt.
Dorothea Lange az egyik leghíresebb amerikai fotóművész volt. Fényképei megmutatták az 1930-as évek porviharai miatt kialakult időjárási válságot és annak lesújtó következményeit; továbbá befolyásolták a dokumentumfotózás fejlődését is.

## Pályakép
Hét éves korában megbetegedett gyermekbénulásban, ami kihatott későbbi életére is. Tizennyolc éves korában kezdett el fényképezni, amit Clarence Hudson White-nál tanult New Yorkban. 1919-ben saját műtermet nyitott San Franciscoban. A harmincas évektől leginkább szociális témákat jelenített meg.
Az első férje Maynard Dixon, festő- és grafikusművész volt. 1935-ben hozzáment ment második férjéhez, Paul Schuster Taylor szociológushoz, aki a gazdasági világválság után éveken át dokumentálta az amerikai vidék életét, és bizonyára nagyban hozzájárult Lange fotóinak tematikájához.
Leghíresebb Hajléktalan anya címen ismertté vált felvételét egy mezőgazdasági munkásról és gyermekeiről készítette Kaliforniában 1936 márciusában egy fotósorozat részeként. Florence Owens Thompson 32 éves, hétgyermekes özvegy édesanya a Nagy Depresszió időszakának szimbóluma lett. A kép hatására az amerikai kormány azonnali akcióba kezdett, hogy a környékbeli éhezőkön segítsen.
Lange fotózott Pearl Harborban is 1941-ben, a háború kitörésekor.

## Galéria

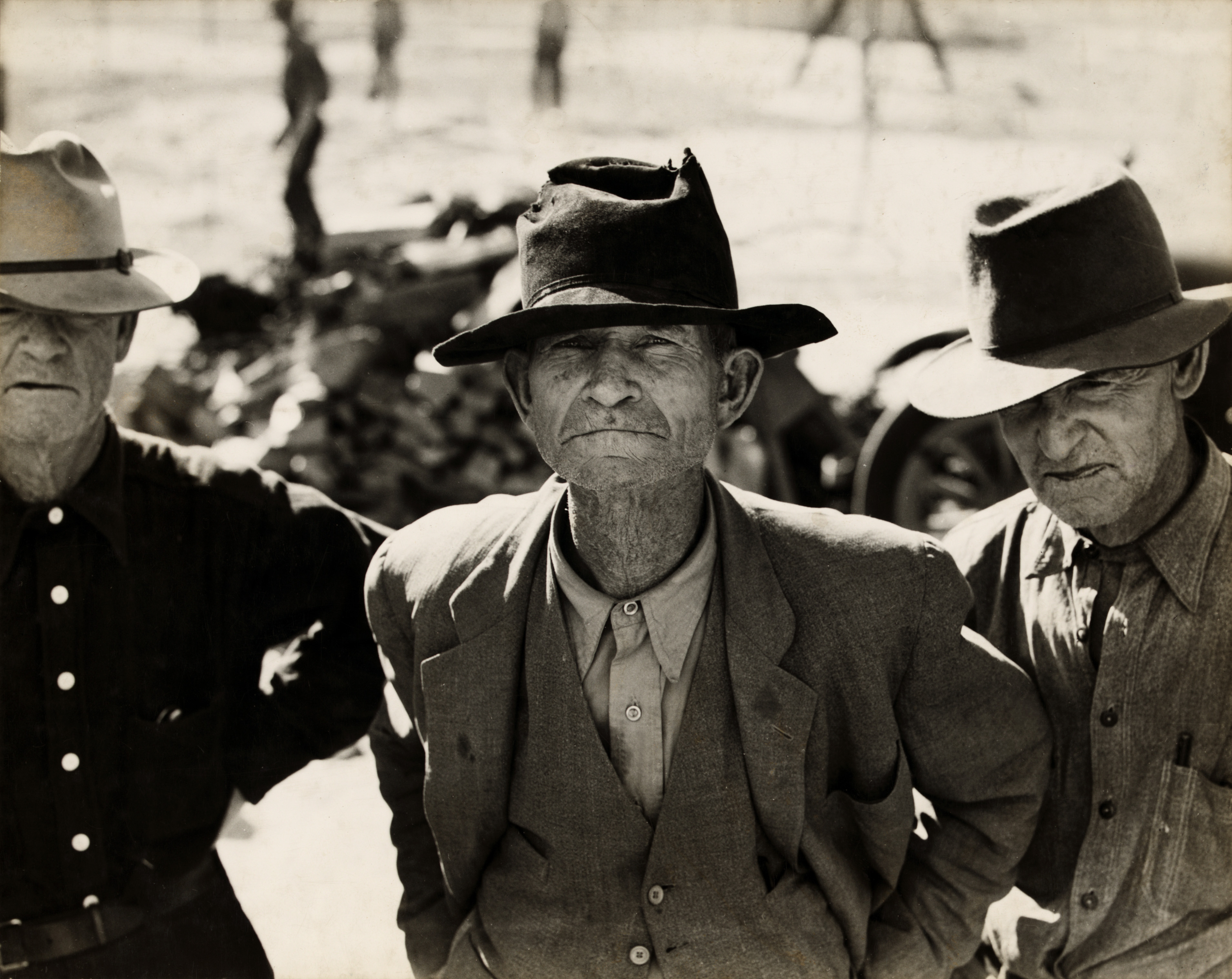
Kalifornia, 1937
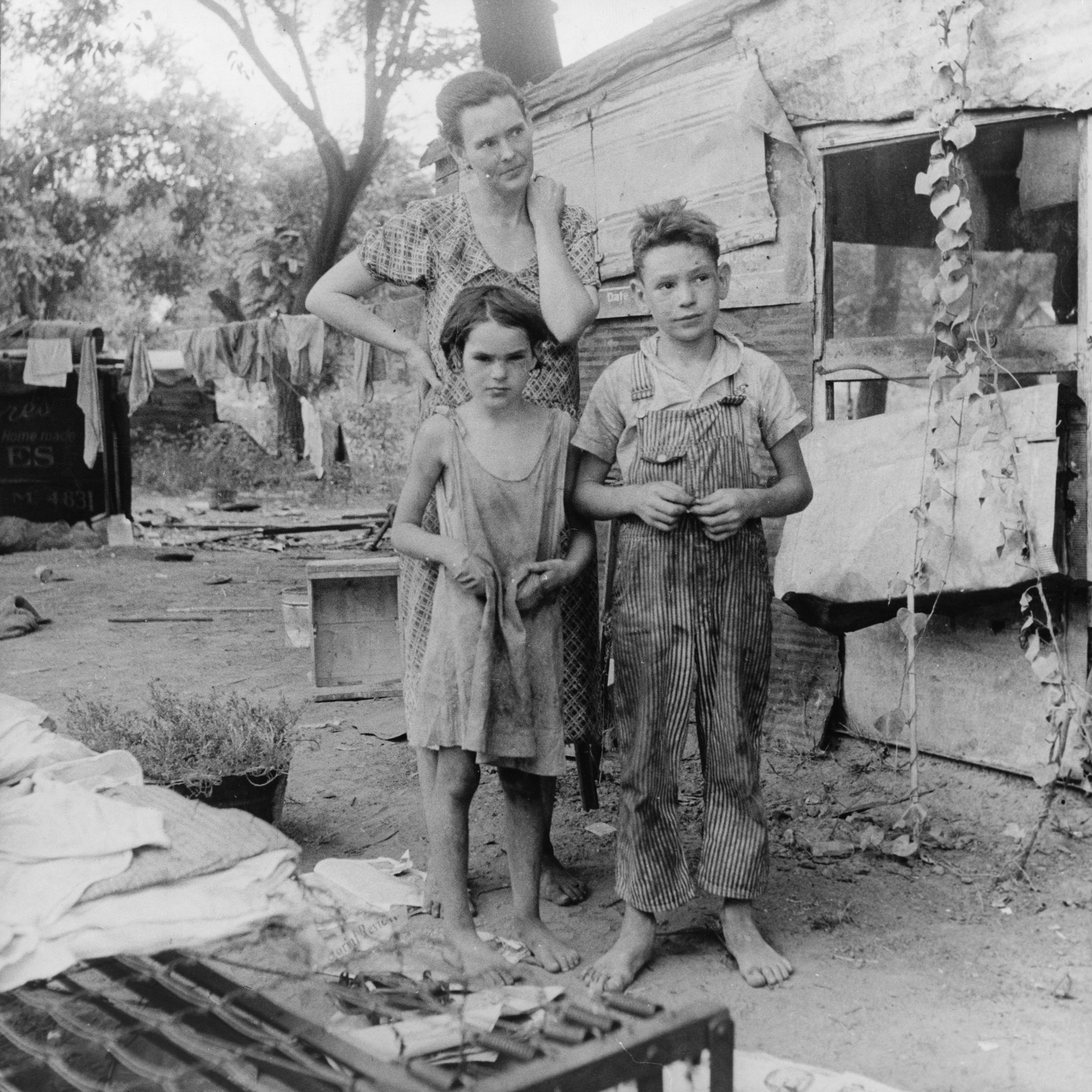
Szegényemberek
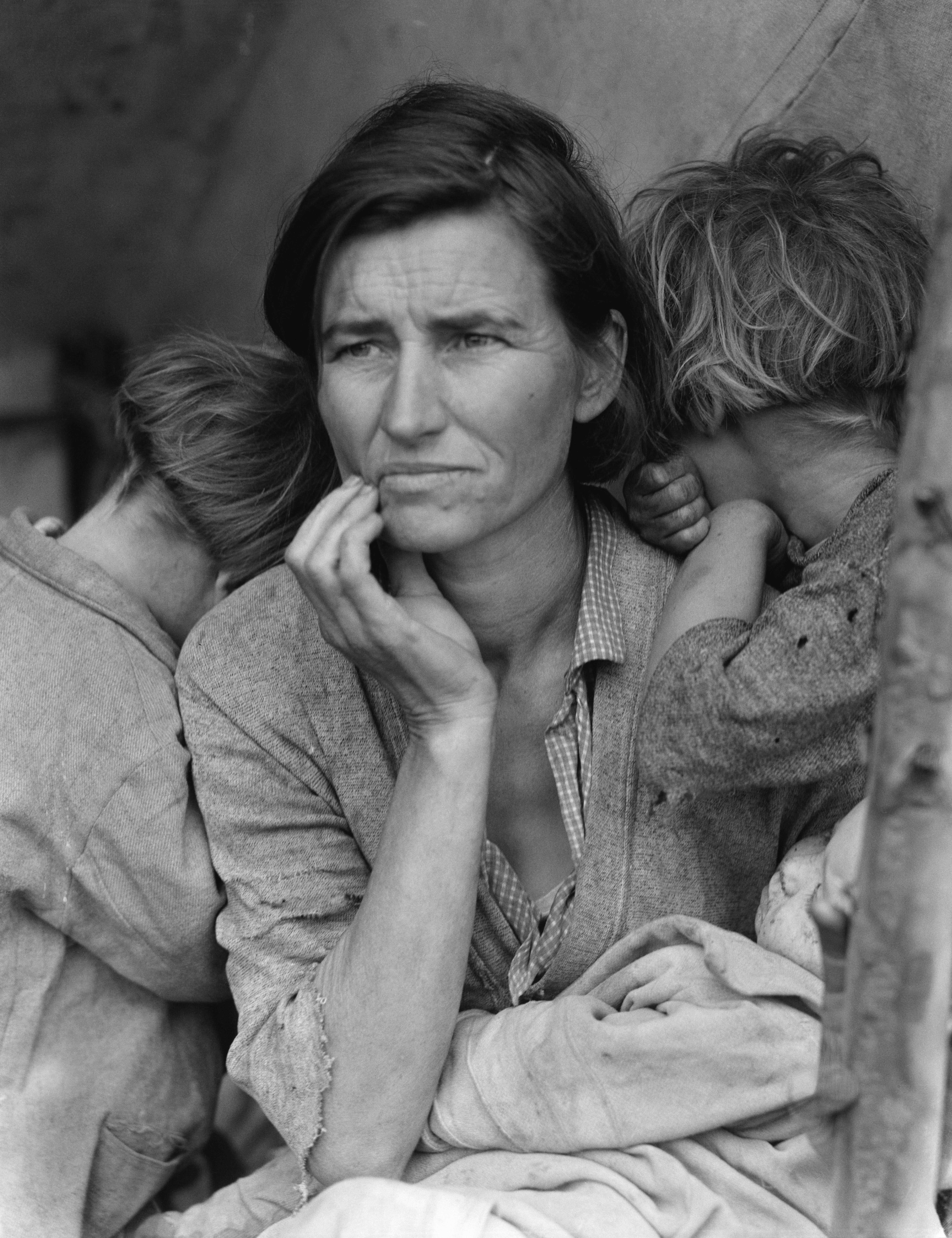
Hajléktalan anya, Nipomo, Kalifornia
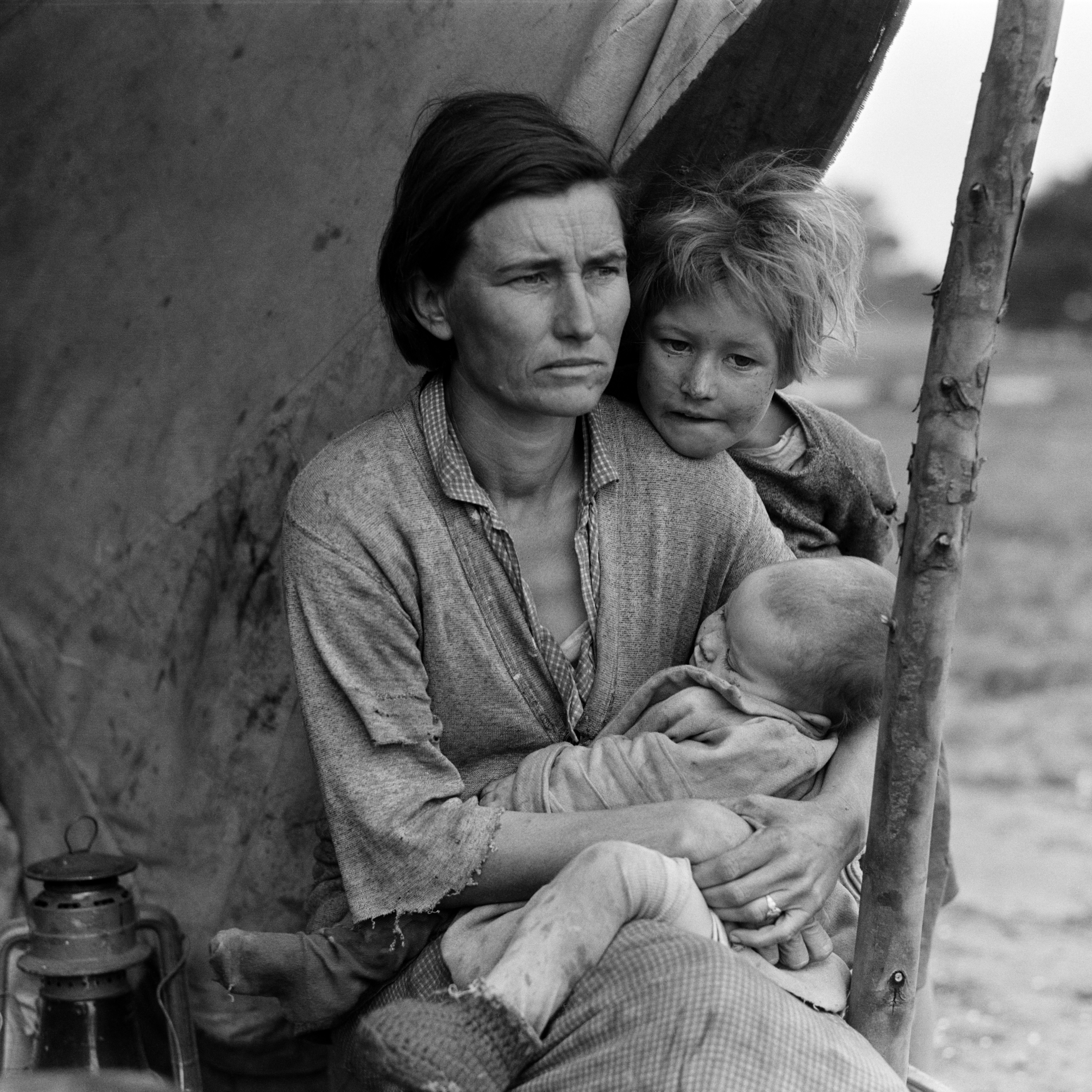
Migrant Mother
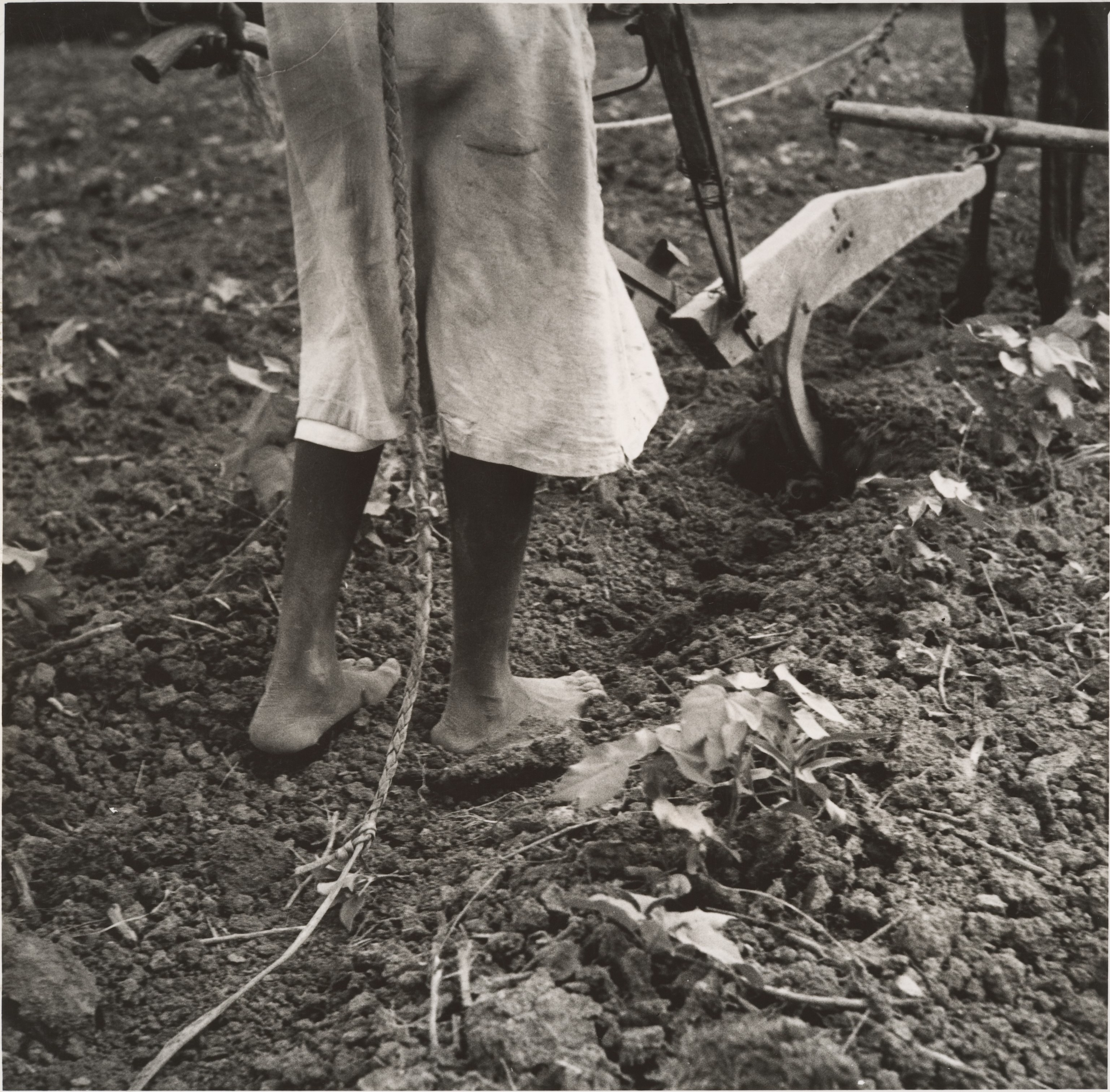
Szántás Alabamában
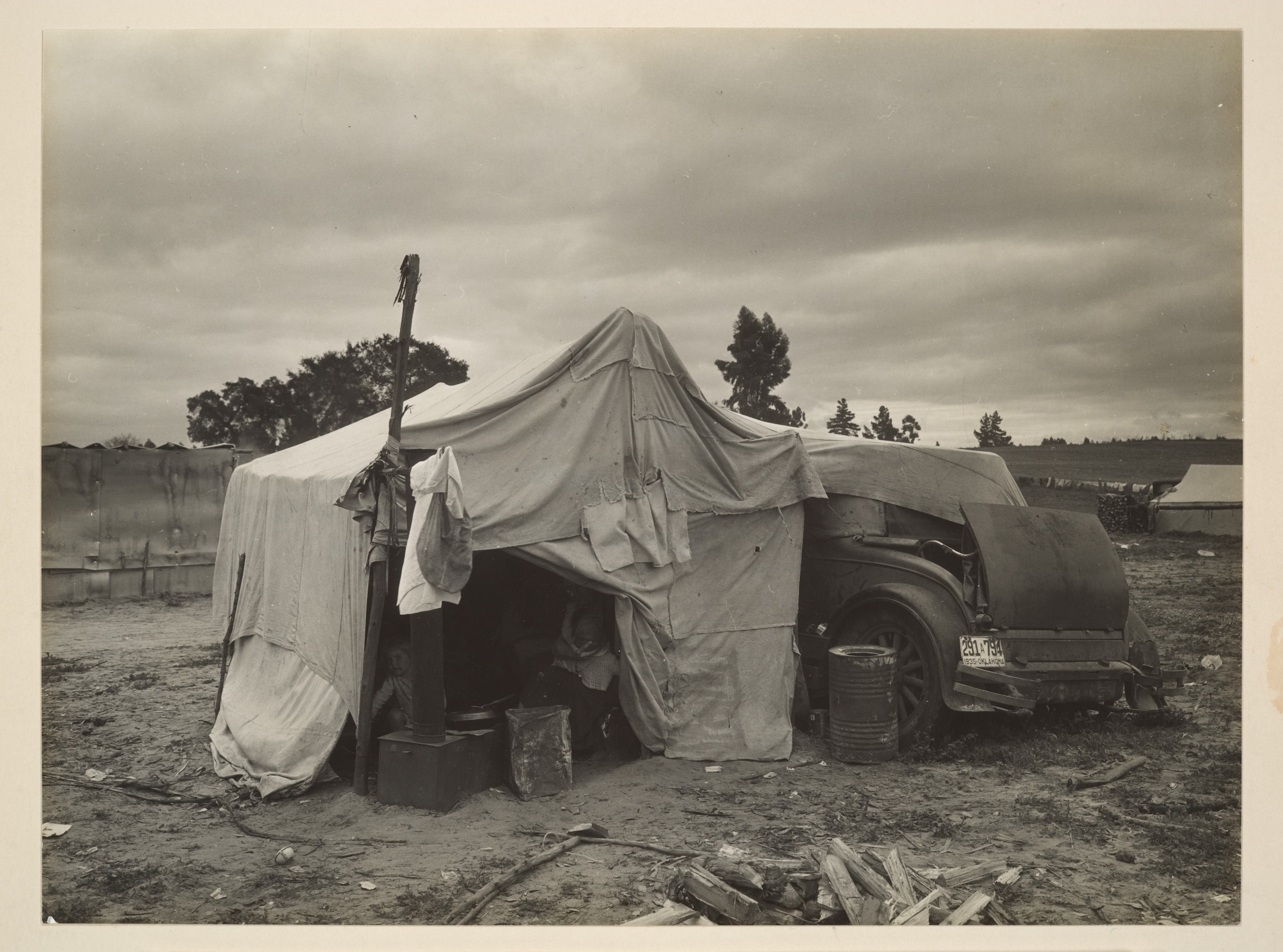
Menekültsátor
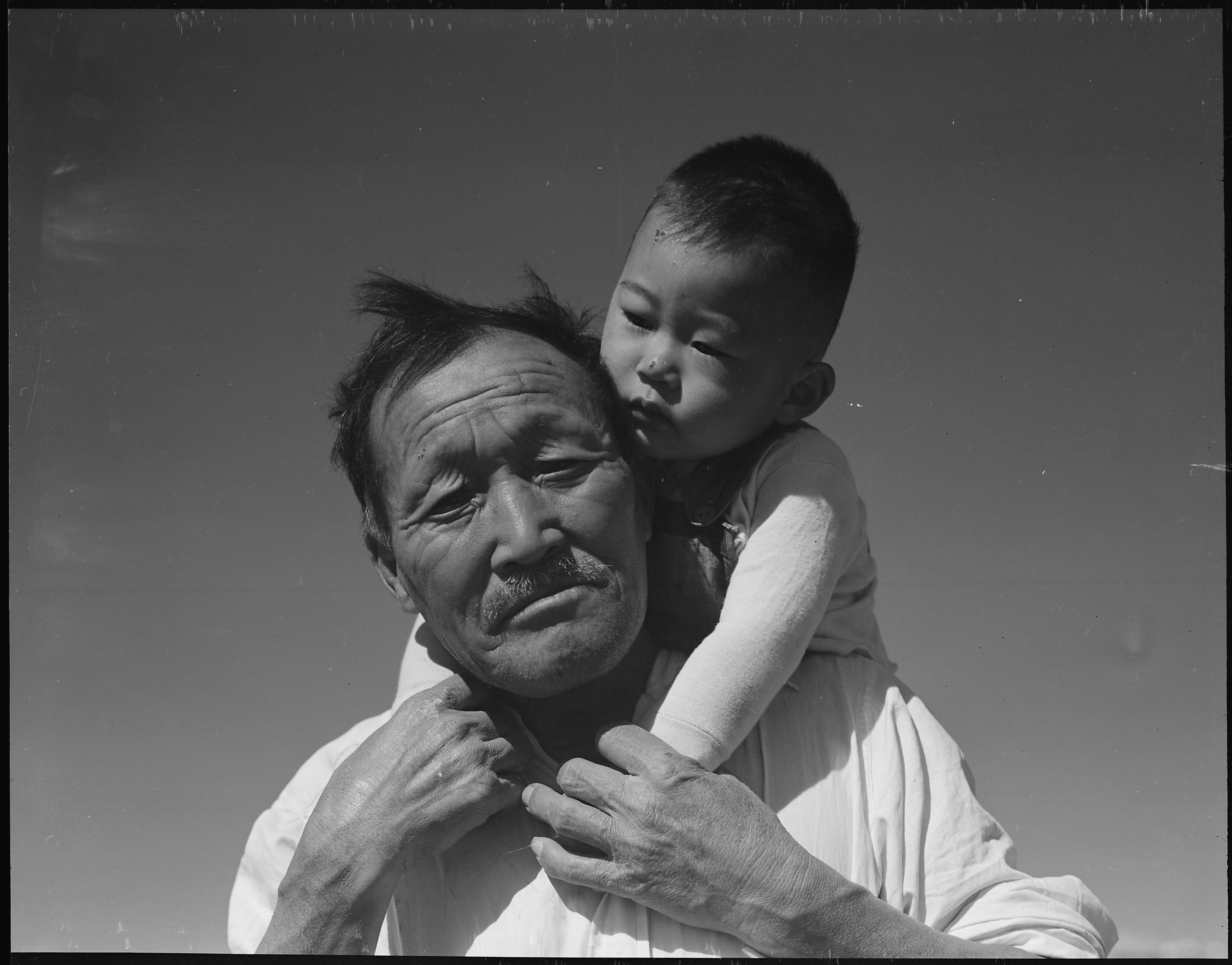
Japán nagyapa és unokája 1942-ben
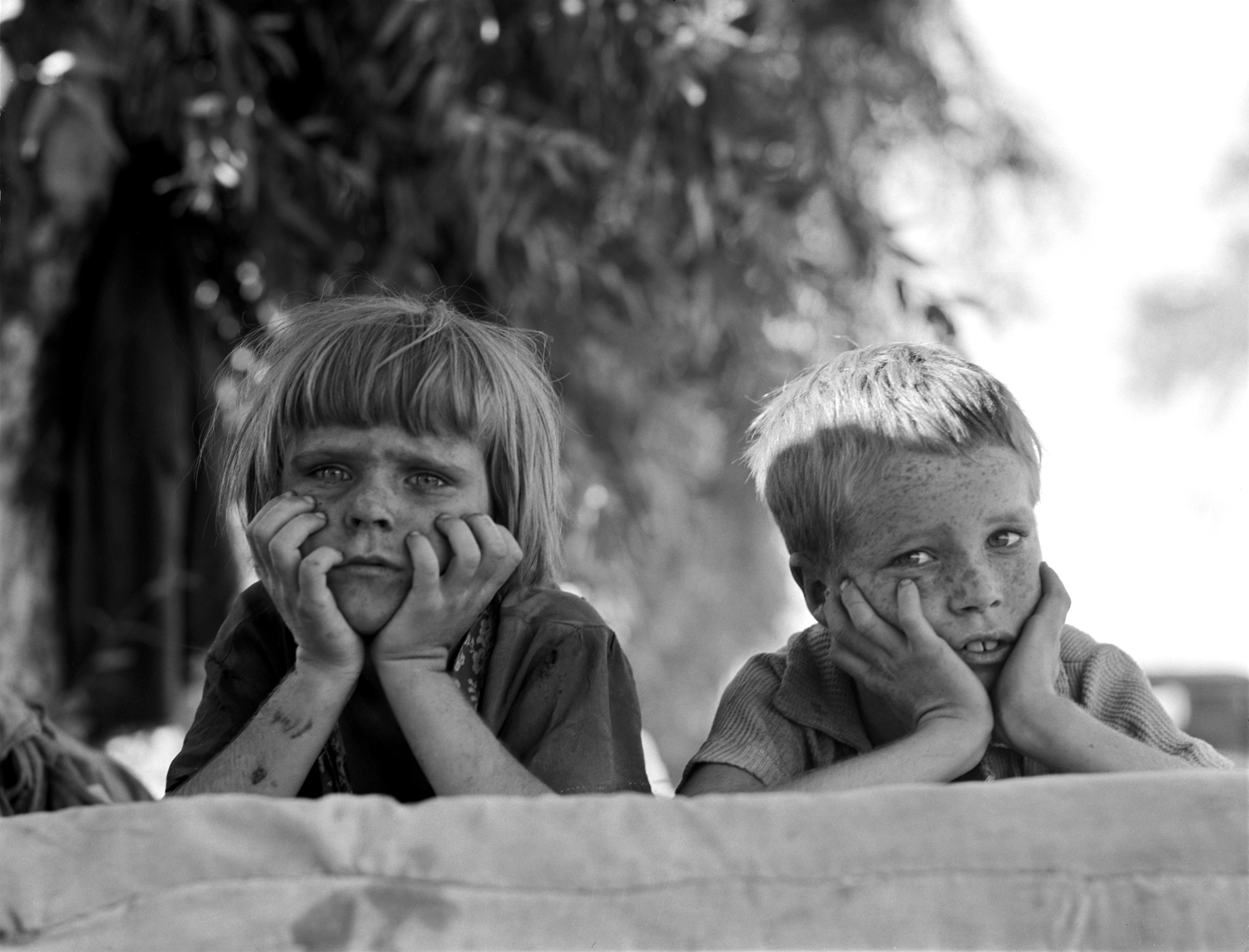
Az Oklahomát sújtó szárazság elől Kaliforniába menekülő farmerek gyermekei egy migráns táborban